# Klášter Hradiště nad Jizerou
Obec Klášter Hradiště nad Jizerou (německy Kloster an der Iser) se nachází v okrese Mladá Boleslav, kraj Středočeský, necelé 2 km západně od města Mnichovo Hradiště. Žije zde přibližně 1 000 obyvatel. U obce se nachází soutok Zábrdky s Jizerou.

## Historie

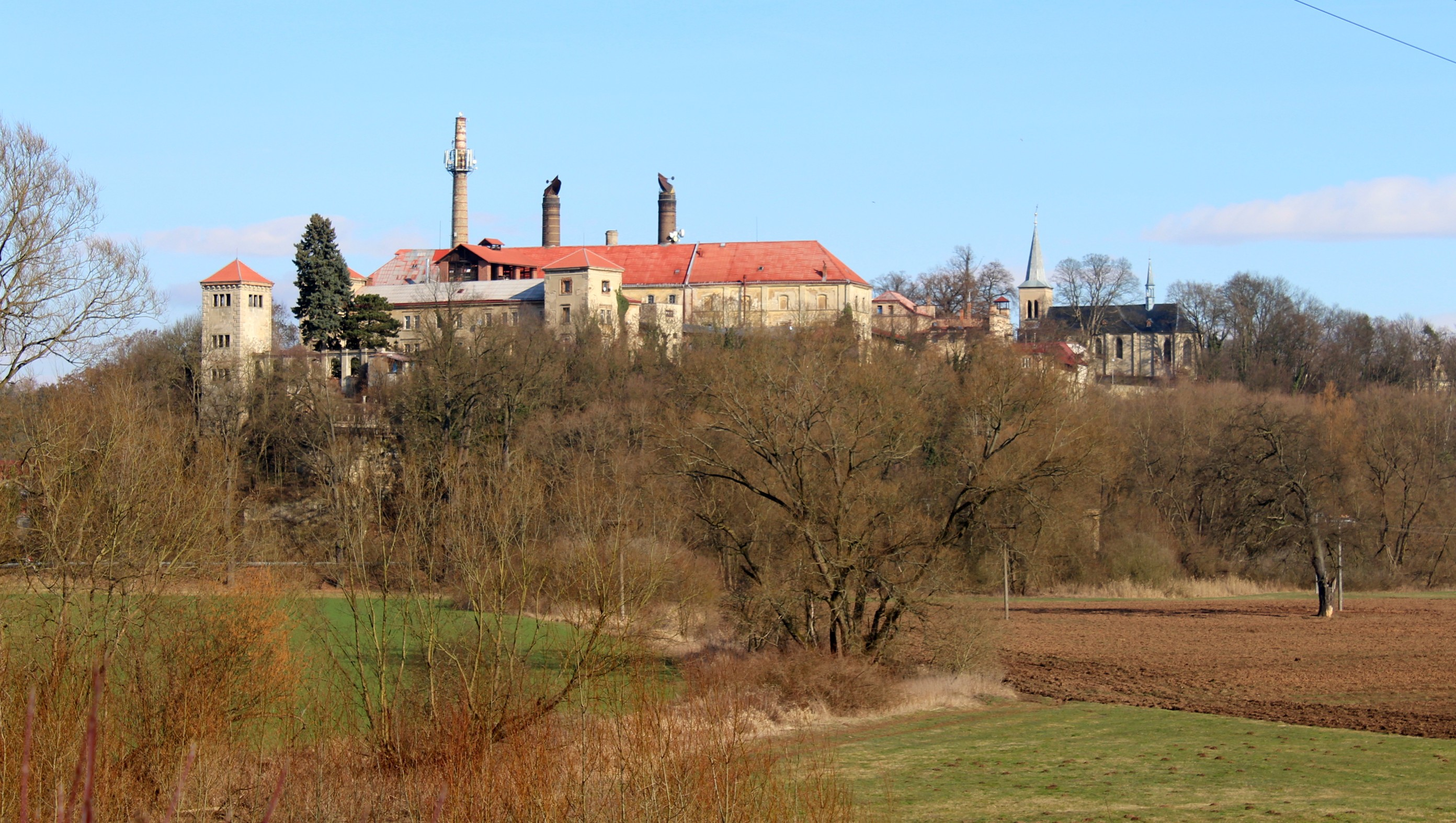
Pohled na Klášter od silnice č. 268

První písemná zmínka o obci pochází z roku 1144. Již dříve se však na tomto místě usídlil lužický lid. Později mohlo na skalním ostrohu, kde dnes stojí pivovar, stát slovanské hradiště. Neexistuje však dost důkazů pro podpoření tohoto tvrzení.
V roce 1144 nebo 1145 byl na skalním ostrohu založen cisterciácký klášter Hradiště.
Stavby byly původně dřevěné. Za opata Modlíka byla postavena bazilika.
Husitské oddíly, táhnoucí z Hradecka na pomoc Praze, ohrožené křižáky, sem přitáhly 30. dubna 1420 pod vedením Hynka Krušiny z Lichtenburka a klášter vypálily. Klášterní statky zabral Jan z Vartenberka na Ralsku. Více než sto let, až do druhé poloviny šestnáctého století, zůstal klášter v troskách.
Roku 1570 přišel Jiří z Labouně, který zde začal stavět zámek v renesančním stylu. Za krátkou dobu přešel nový zámek do rukou Václava Budovce z Budova, který zde rovněž provedl některé stavební úpravy. Z té doby pochází brána zámku v typickém renesančním provedení. Dne 21. června 1621 byl Budovec z Budova popraven v Praze na Staroměstském náměstí za účast na stavovském povstání. Novým majitelem zámku se stal Albrecht z Valdštejna, který jej o pár let později zastavil bratranci Maxmiliánovi. Maxmiliánovi potomci podrželi zámek i po jeho smrti a po celé 18. století.
V roce 1852 byl v zámku umístěn pivovar, roku 1869 zámek postihl požár a budova pak byla plně přizpůsobena potřebám pivovaru. Ke konci 19. století pivovar Klášter patřil mezi sedm největších pivovarů v českých zemích.

## Obecní správa
Od 1. ledna 1980 do 23. listopadu 1990 k obci patřil Ptýrov.

### Územněsprávní začlenění
Dějiny územněsprávního začleňování zahrnují období od roku 1850 do současnosti. V chronologickém přehledu je uvedena územně administrativní příslušnost obce v roce, kdy ke změně došlo:
- 1850 země česká, kraj Jičín, politický okres Mladá Boleslav, soudní okres Mnichovo Hradiště[7]
- 1855 země česká, kraj Mladá Boleslav, soudní okres Mnichovo Hradiště[7]
- 1868 země česká, politický i soudní okres Mnichovo Hradiště[7]
- 1939 země česká, Oberlandrat Jičín, politický i soudní okres Mnichovo Hradiště[8]
- 1942 země česká, Oberlandrat Praha, politický okres Mladá Boleslav, soudní okres Mnichovo Hradiště[9]
- 1945 země česká, správní i soudní okres Mnichovo Hradiště[10]
- 1949 Liberecký kraj, okres Mnichovo Hradiště[11]
- 1960 Středočeský kraj, okres Mladá Boleslav[12]

## Společnost
Ve vsi Klášter Hradiště nad Jizerou s 1150 obyvateli v roce 1932 byly evidovány tyto úřady, živnosti a obchody: poštovní úřad, telegrafní úřad, telefonní úřad, sbor dobrovolných hasičů, bednář, cihelna, cukrář, obchod s droždím, elektrický podnik, galanterie, 3 holiči, 3 hostince, kapelník, knihař, 2 koláři, konsum, 2 kováři, 3 krejčí, malíř, 2 mlýny, modistka, 2 obuvníci, 2 pekaři, pila, pivovar Klášter, pokrývač, porodní asistentka, 2 povozníci, 4 řezníci, sedlář, sladovna, 6 obchodů se smíšeným zbožím, výroba sodové vody, 2 trafiky, 4 truhláři, 2 zámečníci.

## Hospodářství
V obci se vyrábí pivo. Pivovar Klášter patří do pivovarské skupiny Pivovary Lobkowicz Group.

## Doprava
Obcí prochází silnice II/268 Mimoň – Ralsko – Klášter Hradiště nad Jizerou – Mnichovo Hradiště – Horní Bousov. Železniční trať ani stanice na území obce nejsou. Nejblíže obci je železniční stanice Mnichovo Hradiště ve vzdálenosti tři kilometry ležící na trati 070 v úseku z Mladé Boleslavi do Turnova. V obci měly zastávku v pracovních dnech května 2011 tyto příměstské autobusové linky:
- Mladá Boleslav-Mnichovo Hradiště-Mimoň (3 spoje tam i zpět),
- Mnichovo Hradiště-Klášter Hradiště nad Jizerou-Mladá Boleslav (7 spojů tam, 9 spojů zpět),
- Mnichovo Hradiště-Jivina-Cetenov,Hrubý Lesnov (4 spoje tam i zpět),
- Mnichovo Hradiště-Dolní Krupá-Rokytá (4 spoje tam, 5 spojů zpět) a
- Mnichovo Hradiště-Mukařov,Vicmanov (4 spoje tam i zpět) (dopravce TRANSCENTRUM bus).

## Sport a rekreace
- Letní koupaliště[14] s kempem a občerstvením je otevřeno od června do září.
- Fotbalový klub SK Klášter Hradiště hraje na vlastním hřišti poblíž koupaliště.
- Hasičský sport se provozuje na regionální úrovni.
- V okolní krajině jsou rozmístěny desítky soch vyrobených během sochařských sympozií.
- Centrum obce je důležité východisko značených turistických cest a cyklostezek do regionu Podralsko.

## Pamětihodnosti
- Klášter Hradiště, změněný na zámek a nakonec na pivovar
- Kostel Narození Panny Marie
- Socha svatého Jana Nepomuckého
- Líska turecká – památný strom

## Galerie

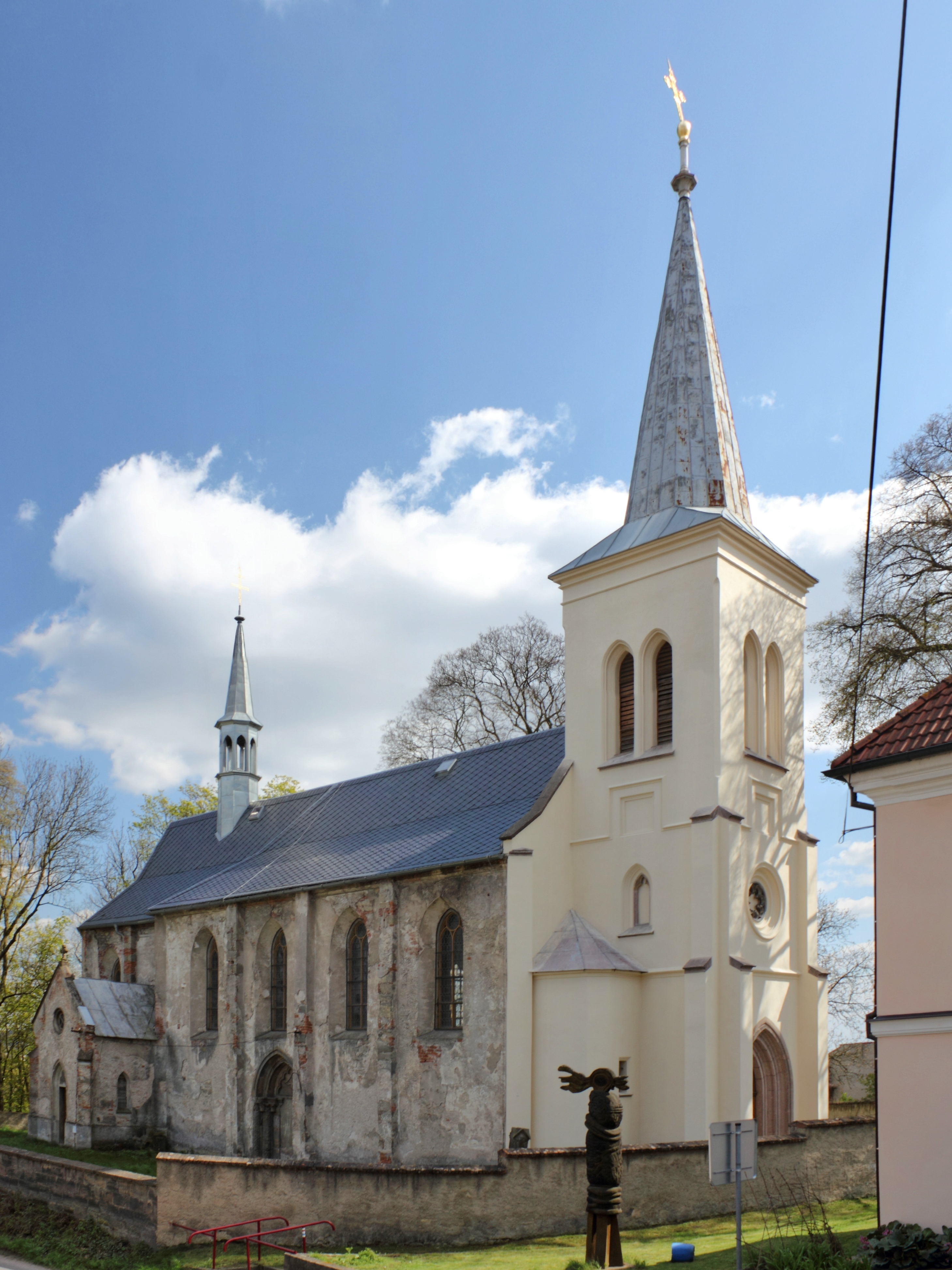
Kostel Narození Panny Marie
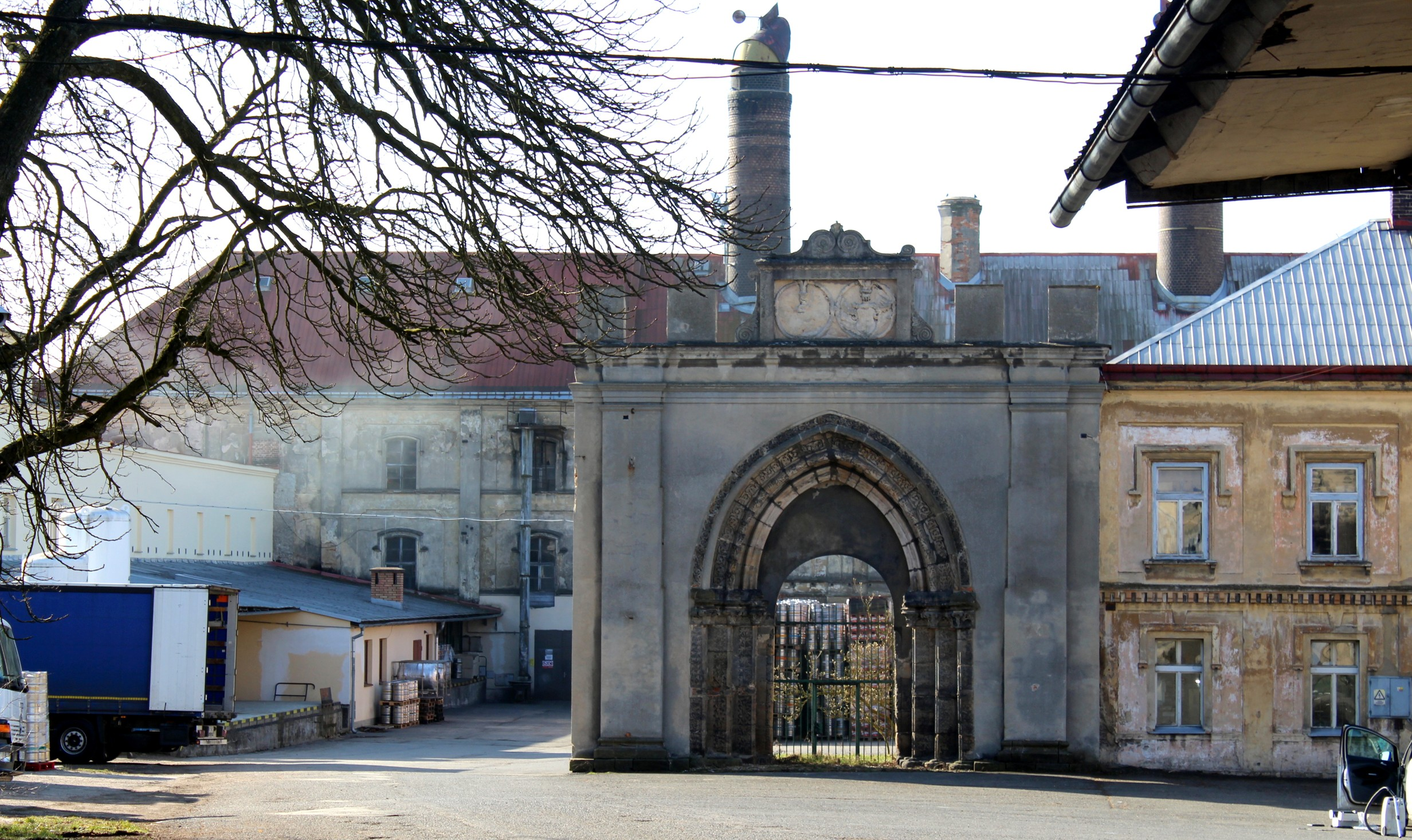
Pivovar Klášter – nádvoří někdejšího kláštera a zámku
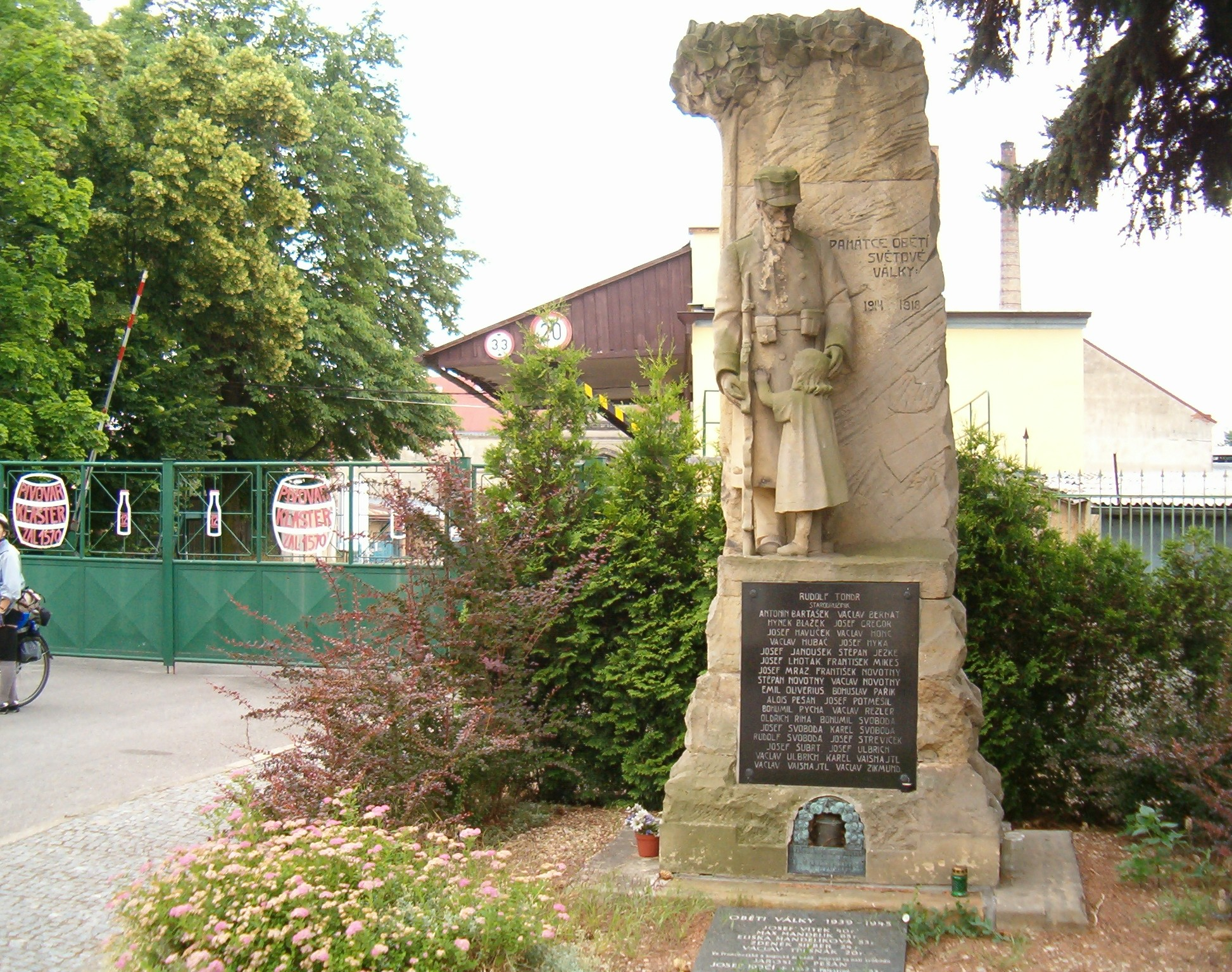
Pivovar Klášter, v popředí pomník obětem první světové války